# Gagrellula curvispina
Gagrellula curvispina is een hooiwagen uit de familie Sclerosomatidae.